# Venancio González Iglesias
Venancio González Iglesias (Ribadavia, 8 de diciembre de 1914 - 25 de marzo de 1978) fue un exfutbolista español que se desempeñaba como delantero.

## Clubes
| Club                    | País   | Año       |
| ----------------------- | ------ | --------- |
| Real Club Celta de Vigo | España | 1933-1936 |
| Real Club Celta de Vigo | España | 1939-1948 |
| Racing Club de Ferrol   | España | 1948      |
| Real Club Celta de Vigo | España | 1948-1950 |